# عزیزالسلطنه
عزیزالسلطنه شاهزاده قاجار، آخرین دختر ناصرالدین شاه و خواهر تنی عزالسلطنه بود. مادرش محبوب‌السلطنه از زنان متعه ناصرالدین شاه شمرده می‌شد. او در زمانی که پدرش به قتل رسید شش ماه داشت. پس از آنکه مظفرالدین شاه برای سکونت دادن حرمسرای خود همسران و فرزندان ناصرالدین شاه را از کاخ گلستان اخراج کرد، عزیزالسلطنه نزد مادرش سکونت گزید. او در شانزده سالگی در سال ۱۳۲۹ هجری قمری درگذشت. او ازدواج نکرده بود و فرزندی برجا نگذاشت.